# Automédication
 Mise en garde médicale
Selon l'Organisation mondiale de la santé (OMS), l'automédication est le traitement de certaines maladies par les patients grâce à des médicaments autorisés, accessibles sans ordonnance, sûrs et efficaces, dans les conditions d'utilisation indiquée. Cette automédication peut s'inscrire dans le cadre d'un autosoin défini comme la capacité des personnes, des familles et des communautés à faire la promotion de la santé, à prévenir les maladies, à rester en bonne santé et à faire face à la maladie et au handicap avec ou sans l’accompagnement d’un prestataire de soins.
En France, l'automédication a été définie par le conseil français de l'Ordre des médecins comme « l’utilisation, hors prescription médicale, par des personnes pour elles-mêmes ou pour leurs proches et de leur propre initiative, de médicaments considérés comme tels et ayant reçu l’AMM, avec la possibilité d’assistance et de conseils de la part des pharmaciens. » Cette définition a été retenue par le Comité permanent des médecins européens.
L'automédication est aussi une pratique historique et culturelle beaucoup plus large, très ancienne et remontant à l'Antiquité. Elle connait un regain depuis la fin du XXe siècles pour des raisons économiques et socio-culturelles, en posant des problèmes sanitaires, politiques et philosophiques.
L’automédication est aussi évoquée dans le domaine vétérinaire, soit pour décrire le comportement du soigneur (zoo, élevage, etc.), soit, peut-être improprement, pour décrire la capacité de certains animaux, généralement des mammifères (moutons, singes par exemple) à ingérer des produits ou objets (terre) ou des végétaux (les feuilles dentées de la part de singes), qui soignent certains de leurs maux (parasitisme, infections bactériennes ou virales). D'autres groupes animaux tels que les oiseaux se sont montrés capables de se soigner (en mangeant par exemple de l'argile pour des perroquets).

## Problèmes de définition
Il n'existe pas de définition unique du terme automédication. De façon générale, l'automédication est l'acte de consommer des médicaments de sa propre initiative, sans prescription médicale. Le terme peut désigner aussi le produit de pharmacopée ainsi consommé, que le médicament soit déjà en possession du sujet ou qu'il se le procure à cet effet (dans une officine ou auprès d'une autre personne). Selon les pays et le contexte, il peut s'agir de médicaments issus de l'industrie, de vitamines, de plantes médicinales, etc..

### Sens larges
L’automédication peut être comprise de façon beaucoup plus large que le seul usage non prescrit d’un médicament. Des sociologues vont jusqu'à considérer que, lorsqu'un patient demande au médecin de lui prescrire un médicament qu'il juge efficace, c’est en vérité le patient qui se prescrit à lui-même un produit avec la caution du médecin ; ou que toute médication, lorsque le médecin n'administre pas lui-même le médicament, est une sorte d'automédication puisqu'on ne peut être certain que le patient prendra le médicament exactement comme il a été ordonné, seulement pour l'affection en cause, ou pour lui même. 
Une autre façon de définir le terme d'automédication est de le rattacher à concept plus large, le « self-care » ou l'autosoin selon l'OMS. C'est la capacité d'une personne à se prendre en charge hors contexte médical. Cette capacité ne se réduit pas à la prise de médicament (automédication), mais elle englobe le comportement social d'un individu face à une maladie mineure ou « autolimitante », comportement qui n'a de sens que dans un lieu et un contexte défini.

### Selon le contexte socio-économique
Les actes d'automédications seraient des actes essentiellement imitatifs, inspirés de prescriptions antérieures, de pratiques ou de conseils de l'entourage. L'automédication peut être vue comme faisant partie d'un processus socio-culturel, soit historique et traditionnel (coutume), soit moderne contemporain (autonomie du patient comme consommateur de santé ).

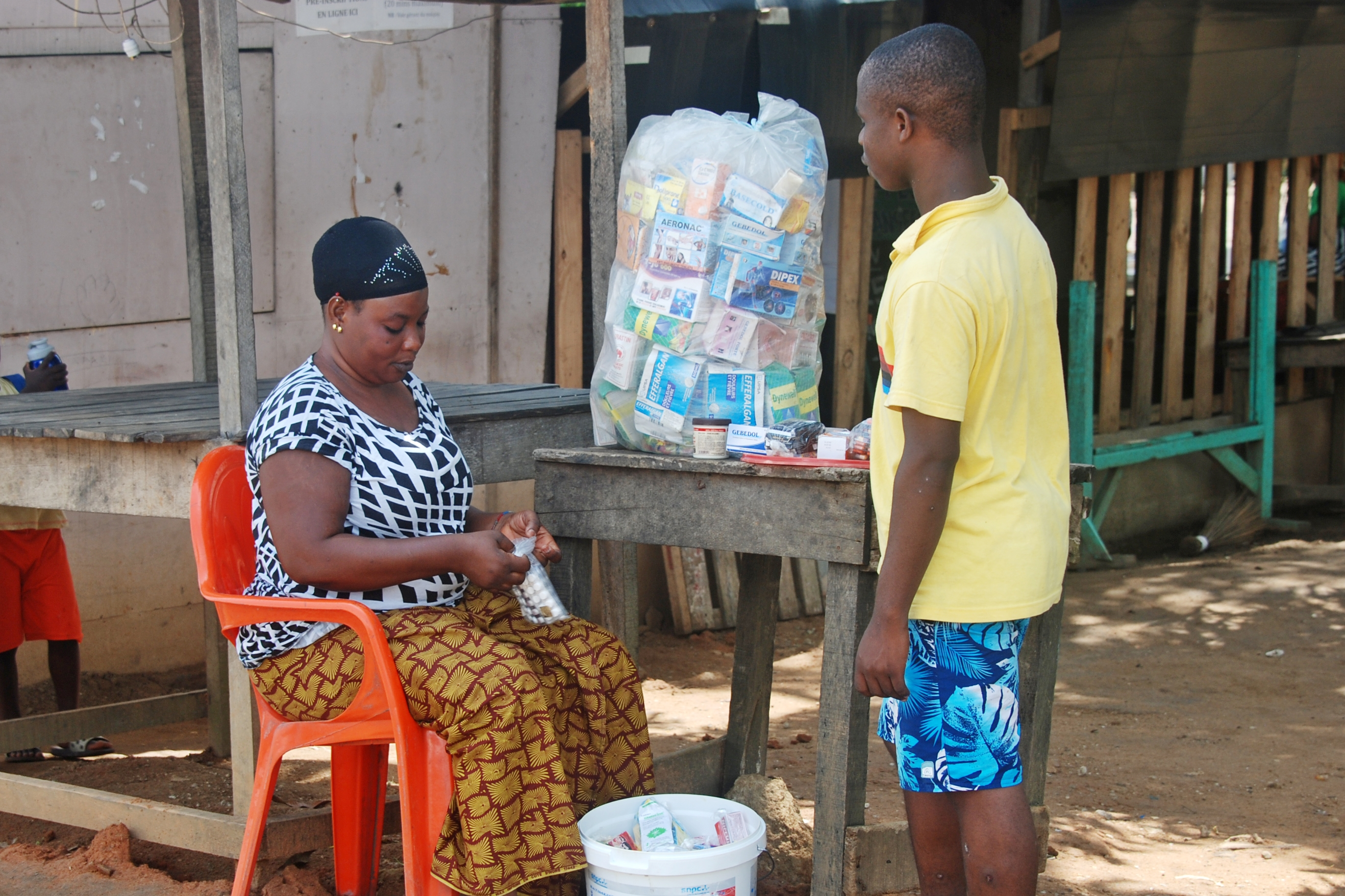
Achat de médicaments dans la rue en vue de pratiquer l'automédication, Abidjan, Côte d'Ivoire.

Dans le contexte des pays en développement (marché du médicament en progression mais non ou peu régulé) et dans les populations précaires (comme les sans-papiers), l'automédication est en rapport avec un système de santé insuffisant, une faible couverture sociale, et un accès difficile au médecin prescripteur.
Dans les pays anglo-saxons, qui se placent de façon traditionnelle dans le cadre culturel de l'autonomie du consommateur, l'automédication est l'acte de consommer des médicaments en libre accès au public. Il s'agit de produits « OTC » Over The Counter, littéralement « au-delà du comptoir » (du point de vue du pharmacien). Ces produits sont à disposition directe du consommateur, vendus en libre-service dans des drugstores ou centres commerciaux. Au Royaume-Uni, il existe deux types de médicaments OTC : les P Pharmacy vendus sans prescription mais uniquement en pharmacie, et les GSL General Sales List vendus n'importe où et sans contrôle pharmaceutique.
En France, l'automédication se situe dans le cadre d'un système de santé couvert par la Sécurité Sociale depuis 1945, l'accent est mis sur la protection des individus. L'automédication est définie par le Conseil de l’Ordre des médecins comme « l’utilisation, hors prescription médicale, de médicaments ayant reçu l’Autorisation de mise sur le marché ». Cette définition a été retenue par le Comité permanent des médecins européens.
Dans le rapport Coulomb 2007, l'automédication est  le fait pour un patient d'avoir recours à au moins un médicament de prescription médicale facultative dispensé dans une pharmacie et non effectivement prescrit  par un médecin. Cette définition exclut donc le recours à des médicaments laissés dans une armoire à pharmacie familiale, mais prescrits antérieurement par un médecin (par exemple, le cas du patient qui s'auto-prescrit le médicament qui reste pour des troubles analogues). L'automédication en France s'effectue en principe selon une délivrance du médicament par un pharmacien chargé d'une mission de conseil
De façon idéale, les principaux critères des produits d'automédications sont :
- l'indication : symptômes familiers au consommateur (caractère autolimitant), troubles plutôt bénins et d'évolution favorable avec faible risque de complications.
- la sécurité : effets indésirables peu graves (facilement reconnus, réversibles à l'arrêt du produit, et absents à long terme), faible potentiel d'interaction médicamenteuse,  sûr durant la grossesse, et à faible risque de pharmacodépendance.
- l'usage : simplicité du mode d'utilisation et du choix de la dose.

## Histoire

### Antiquité
Hippocrate ne formule pas le thème du Médecin de soi-même ou de l'automédication, mais il fournit un fondement théorique qui sera utilisé par les tenants d'une longue tradition historique qui mène à l'autonomie des patients et à l'automédication. Selon Hippocrate, la nature est douée d'une force de guérison, la Vis medicatrix naturae (en), la santé est considérée comme un équilibre entre des forces spontanées de mal et de guérison. La plupart des maladies guérissent d'elles-mêmes, et l'idée de médecine est subordonnée à celle de nature. L'art de la médecine consiste à aider la nature à des moments décisifs, que le médecin doit connaitre et prévoir. 
Selon le témoignage de Xénophon, Socrate conseillait à ses disciples d'étudier leur propre santé, car tout homme sain ou malade doit être son propre médecin ou hygiéniste,. Chez Platon, ce thème se retrouve sous une forme inversée : le médecin devrait d'abord être son propre malade. Le « médecin, soigne-toi toi-même » signifie alors qu'un bon médecin, pour soigner autrui, doit avoir l'expérience d'un malade. 

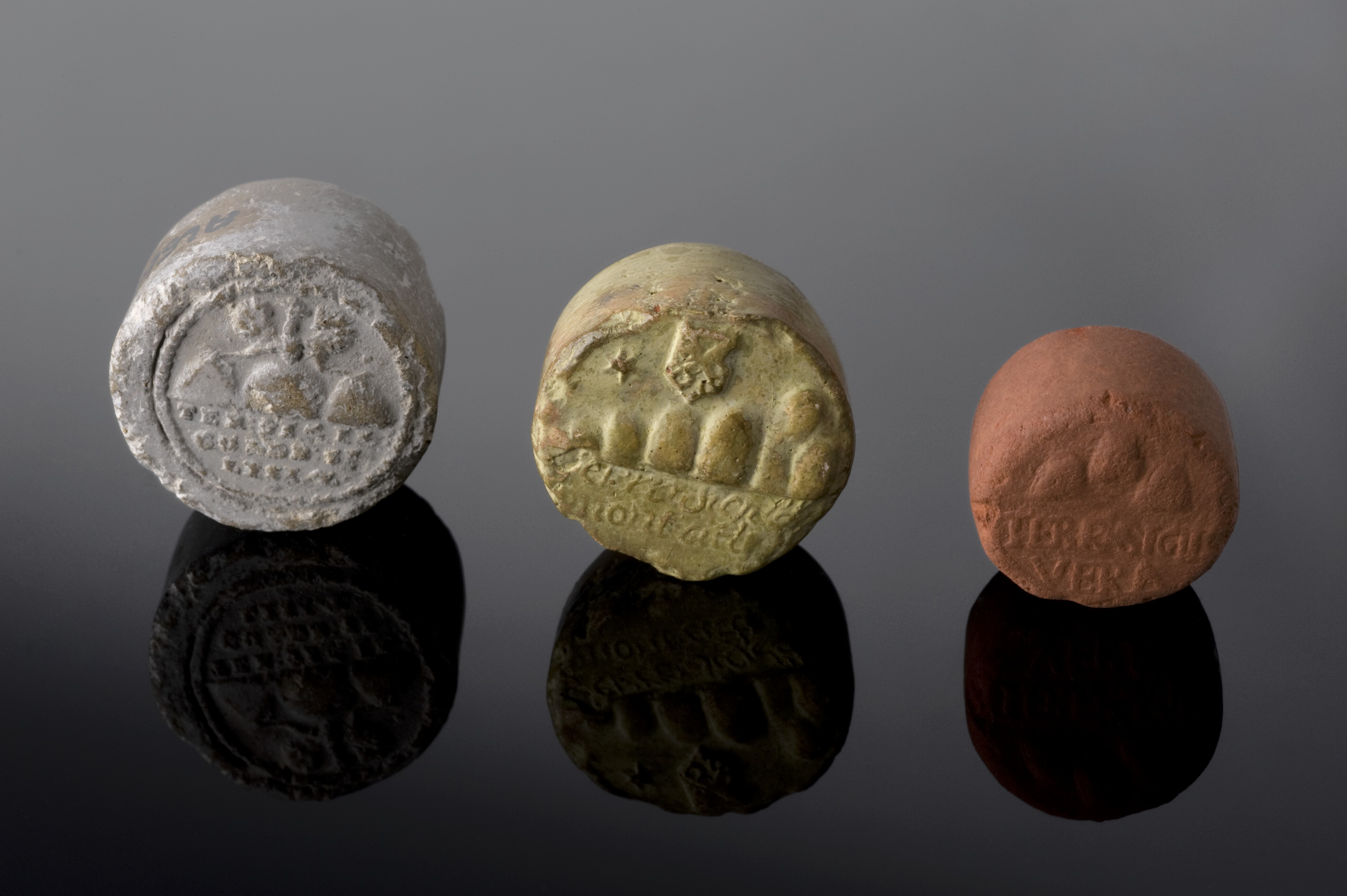
« comprimés » de Terra sigillata avec leur sceau d'authenticité (Allemagne, 1501-1700). Il s'agit d'argile médicinale provenant de lieux sacrés. Sous la Rome Antique, l'argile provenant de l'île grecque de Lemnos avait cette réputation.

Pour Aristote, la nature est un artisan cosmique qui ne fait rien de déraisonnable, ni rien en vain. L'homme qui se guérit lui-même n'est que l'instrument de sa propre nature ; de même le médecin malade ne se guérit pas lui-même à cause de ses connaissances médicales, mais par la forme de santé qui habite son propre corps. 
La maladie est conçue comme un processus naturel de défense du vivant, comme un effort de rétablissement à l'équilibre. L'art de médecine consiste à imiter la nature, à suivre ses actions et ses règles. Dans Éthique à Nicomaque, Aristote traite des « gens qui sont leur propre médecin », qui appliquent à leur cas particulier, un traitement particulier. L'expérience individuelle permet de suppléer au savoir médical en renforçant la force naturelle de guérison.
Galien développe la notion d'hygiène, dans le bon usage des six choses non naturelles : l'air qu'on respire, les aliments et la boisson, le mouvement et le repos, le sommeil et la veille, les excrétions et évacuations, les passions de l'âme. Il ne traite pas du thème de l'auto-médication, mais il indique des règles que tout homme peut se prescrire à lui-même. Galien,  conformément à la théorie d'Aristote, se décrit comme un enfant et un adulte jeune longtemps malade qui a su se guérir lui-même à partir de l'âge de 28 ans.  
Selon Pline l'Ancien, dans son Histoire naturelle (livre 29), le peuple romain a vécu sans médecins pendant près de 600 ans, en pratiquant une médecine empirique où les malades se guérissent eux-mêmes en obéissant à leur instinct. Cette position est défendue par Caton, opposé au discours médical dogmatique (qu'il soit savant, celui de la médecine grecque, ou ignorant, celui des sorciers ou charlatans). Pline et Caton font l'apologie d'un « naturisme médical » d'une Rome des origines.  
Dans l'Antiquité, il n'y avait pas de limite nette entre les médecins et ceux qui ne l'étaient pas. À côté de professionnels (iatroï ou medicus), de nombreux amateurs éclairés se préoccupaient de  médecine dans un marché social ouvert. Pour les non-médecins qui ont laissé des textes médicaux, on trouve notamment Celse, Plutarque, et Sénèque. Aulus Gelle, vers 160 ap. J.C, considère comme honteux pour un homme cultivé d'ignorer la différence entre les veines et les artères.  
Dans le monde romain, les ruraux et les voyageurs devaient se soigner eux-mêmes ou faire appel à leurs proches empiriques. La médecine quotidienne, domestique ou agricole est le fait du chef de maison (aristocrate foncier), ou de son épouse chargée de la santé des serviteurs, esclaves et animaux domestiques. L'ampleur et la vitalité de ces pratiques  se poursuit jusqu'aux temps modernes.  
Ces notions antiques, présentes chez Hippocrate, Aristote et Galien, serviront de base théorique au thème de l'automédication jusqu'au XVIIIe siècle.

### Du Moyen-Âge aux Lumières
Deux courants parallèles de « médecine sans médecins » existent, l'une est la médecine des pauvres (sans accès aux médecins) qui fait l'objet d'une littérature d'ouvrages charitables, l'autre est une médecine de gens aisés et cultivés qui choisissent de se soigner eux-mêmes plutôt que de faire appel aux médecins.

#### Médecine des pauvres

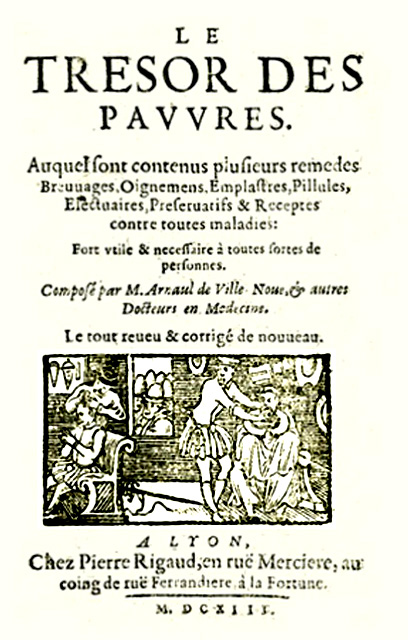
Le Trésor des Pauvres d'Arnaud de Villeneuve (1240-1311), édition de 1613.

Ibn al-Jazzar, médecin de Kairouan du Xe siècle, est l'auteur de deux ouvrages connus en Occident sous les titres Le viatique du voyageur et Le traité de la médecine des pauvres et des déshérités. Ce sont les ancêtres du genre de la médecine charitable qui donne des conseils et des recettes aux personnes sans médecins. En Occident médiéval, ce genre est représenté par des ouvrages tels que le Thesaurus pauperum (Le Trésor des pauvres). 
Avec l'apparition de l'imprimerie, toute une littérature se développe jusqu'au XVIIIe siècle : Secrets touchant la médecine, Recueil de remèdes faciles,  Médecine domestique... Ces ouvrages sont rédigés par des non-médecins (ecclésiastiques, dames charitables...) et des médecins comme le célèbre Avis au Peuple sur sa Santé de Samuel Tissot (20 éditions de 1761 à 1782). De façon générale, il s'agit de remèdes peu coûteux, faciles à trouver, à préparer et à prendre. 
Le plus souvent ils sont destinés aux personnes charitables qui soignent les pauvres, mais parfois ils s'adressent directement aux patients eux-mêmes. L'auto-médication peut aller jusqu'à préparer soi-même son remède, en utilisant du matériel de cuisine tel qu'une balance, un mortier, et des filtres, le patient devient aussi son propre apothicaire. 
Ces ouvrages ont répondu à un besoin social de santé aux XVIIe et XVIIIe siècles, par absence de personnel de santé dans les campagnes. À une tradition orale de soins, succède une tradition écrite rédigée en langue vulgaire et non en latin. Dans le village ou le quartier, les patients interrogent celui qui sait lire et qui détient un précieux manuel de vérités thérapeutiques. 
Les usagers pauvres sont invités à se soigner et à se guérir eux-mêmes. Le pauvre n'est pas seulement l'indigent, c'est aussi le naïf au plus près de la nature. Pour cette période, il était évident qu'une médecine simple des campagnes, celle de la nature guérisseuse, puisse convenir aux populations restées proches de la nature.

#### Être son propre médecin
En Italie du nord, à la fin du Moyen-Âge, une littérature médicale (Regimina, De balneis) sur les bains et les cures thermales se développe. « Prendre les eaux » devient à la Renaissance, une pratique sociale des élites cultivées qui appliquent ou interprètent elles-mêmes, « par auto-contrainte », les règles médicales proposées. Le voyage et le séjour aux bains est représenté par exemple par le Journal de Voyage en Italie de Michel de Montaigne (1533-1592).
Dans ses Essais (Livre II, chapitre 28 De la ressemblance des enfants aux pères et livre III, chapitre 13 De l'expérience), Montaigne reprend le thème antique romain de la médecine naturelle sans médecins. Il se moque de la médecine de son temps, du bavardage et des avis contradictoires des médecins. Il préfère s'en remettre à la nature et à son expérience personnelle, celle qui lui enseigne ce qui lui fait du bien, l'indispose ou n'a pas d'effet. La croyance et la dépendance à la médecine est une forme de lâcheté par crainte de la mort et impatience du mal, il faut savoir endurer et laisser passer les maladies qui ont leur propre vie : « On les conjure mieux par courtoisie que par braverie ».

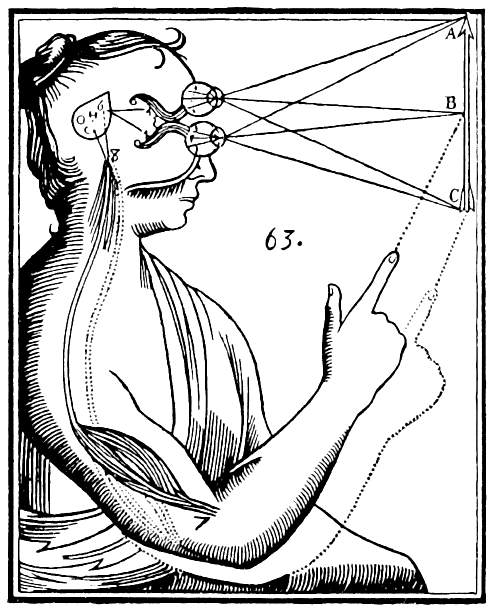
Le corps et l'esprit réunis par la glande pinéale, illustration du Traité de l'homme (1648) de René Descartes.

Aux XVIIe et XVIIIe siècles, l'idée de se soigner soi-même se construit le plus souvent sur le rejet de la médecine universitaire galénique, et sur la recherche d'une autre ou nouvelle médecine. René Descartes (1596-1650) a d'abord cru pouvoir fonder une médecine mécaniste, sur la machine animale (disposition et structure des organes) du corps humain. Vers 1630, il évoque la possibilité d'une médecine à démonstrations infaillibles (Lettre à Mersenne, janvier 1630).  
Une dizaine d'années plus tard, Descartes doit admettre les difficultés et l'échec de son projet : les certitudes en médecine ne sont guère à espérer. L'Homme se distingue de l'animal-machine par le sentiment, d'où le dualisme cartésien (union substantielle) d'un corps-machine et de passions-sentiments. C'est le sentiment, et non la science, qui guide l'action vitale et les conduites corporelles. Si homme attend d'avoir des certitudes diététiques avant de se nourrir, il risque de mourir de faim et d'être à soi-même son propre meurtrier. L'homme doit savoir écouter la nature (le discernement spontané de ses propres besoins) : la possibilité d'être son propre médecin est fondée en nature, c'est même une obligation devant l'échec de la médecine.
Le médecin de soi-même devient un thème philosophique débattu dans toute l'Europe. En France, l'un des premiers auteurs est Jean Devaux (1649-1729) avec Le Médecin de soi-même, ou l'art de conserver la santé par l'Instinct (1682) ; en Angleterre, John Archer est l'auteur de Everyman, his own doctor (1673). Selon ces auteurs, se soigner soi-même est soit une obligation devant l'incapacité de la médecine, soit une possibilité de prévention des maladies et de guérison des maladies bénignes.
En Allemagne des systèmes médicaux opposés, mais qui se réfèrent tous à Hippocrate, justifient de se soigner soi-même. Stahl (1659-1734), avec son « animisme » (forme de vitalisme), soutient qu'une âme raisonnable régit le fonctionnement du corps vivant, et son pouvoir d'autoguérison ; alors que son collègue Hoffmann (1660-1742) combine le mécanisme avec Hippocrate, en faisant de la nature une mécanique de contraction et de dilatation. En Italie, Joseph Gazola (1661-1715) pense « qu'il vaut mieux se passer de médecin que de n'en point avoir un bon », le bon médecin étant celui qui se guide sur le ressenti du malade en laissant la nature guérir. Gazola se réfère à Malebranche (1638-1715) pour qui l'instinct s'exprime par les sens.
Ici le thème du Médecin de soi -même tend à devenir celui d'une médecine sans médecins, c'est-à-dire que chacun peut se soigner soi-même, mais à la condition d'accepter le système proposé par un auteur à l'exclusion des autres. Le médecin idéal se rapproche du théologien ou du directeur de conscience, la santé prenant la place du salut « figures symétriques de la perfection de l'Homme au XVIIIe siècle ».

### Temps modernes

#### Médecine académique
La Révolution Française, avec ses principes de Liberté et d'Égalité applique radicalement l'idée de médecine sans médecins avec la loi d'Allarde (2 et 17 mars 1791) et surtout la loi Le Chapelier (14 juin 1791). En conséquence, toute l'organisation de la médecine de l'Ancien Régime s'effondre en quelques mois. Dans une sorte de retour à l'antique, tout citoyen peut être médecin ou chirurgien, sans enseignement, ni évaluation, pourvu le paiement d'une patente. Les critiques fusent dès 1794 avec Fourcroy (1755-1809), et après une période de flottements, l'organisation de la médecine française est refondée dans sa forme moderne par la loi du 10 mars 1803.

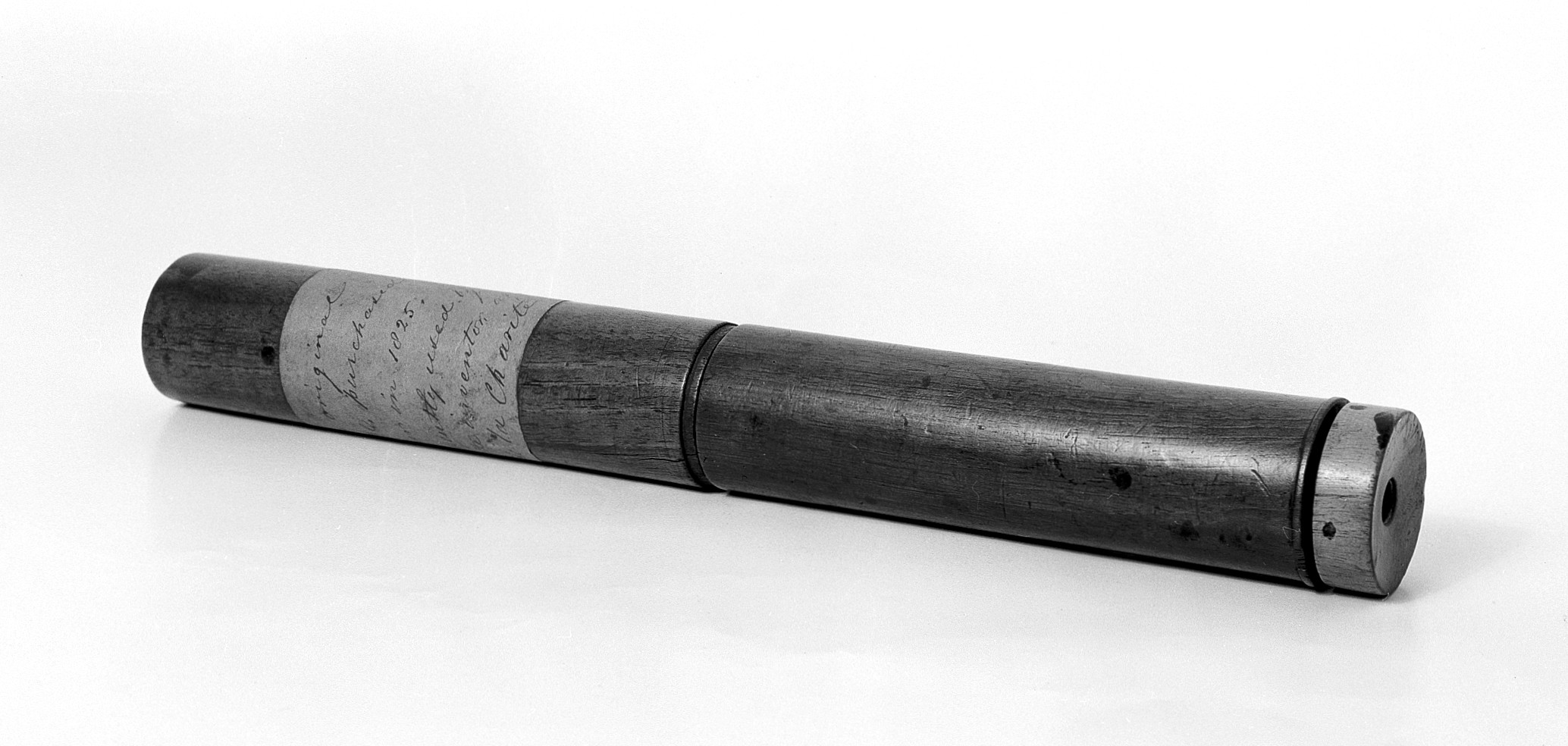
Stéthoscope pour une seule oreille, de Laennec (1781-1826), « une lésion ne parle que si on sait la questionner ».

Ce nouveau modèle français place l'hôpital comme le haut lieu de l'enseignement médical en lien avec les sciences expérimentales qui se développent tout au long du XIXe siècle. Le thème académique du médecin de soi-même devient une figure du passé. Déjà en 1782, Condorcet (1743-1794) critiquait le concept de nature comme « une espèce d'être moral qui a des volontés (...) mais qui est sujette à se tromper presque aussi souvent que les médecins. Il ne faut pas croire que l'art de la médecine puisse consister à s'en rapporter à cet être imaginaire. » .
Avec l'émergence de la méthode anatomo-clinique, la lecture des manifestations cliniques n'est plus un recueil spontané de symptômes (à l'écoute de la nature), mais une recherche active de signes (la nature ne parle que si on sait la questionner). Dès lors le médecin est porteur d'un savoir radicalement différent du ressenti du malade, il n'y a plus de discours médical autorisé sur le médecin de soi-même, sinon dans les limites de la vulgarisation ou sous conseil médical.

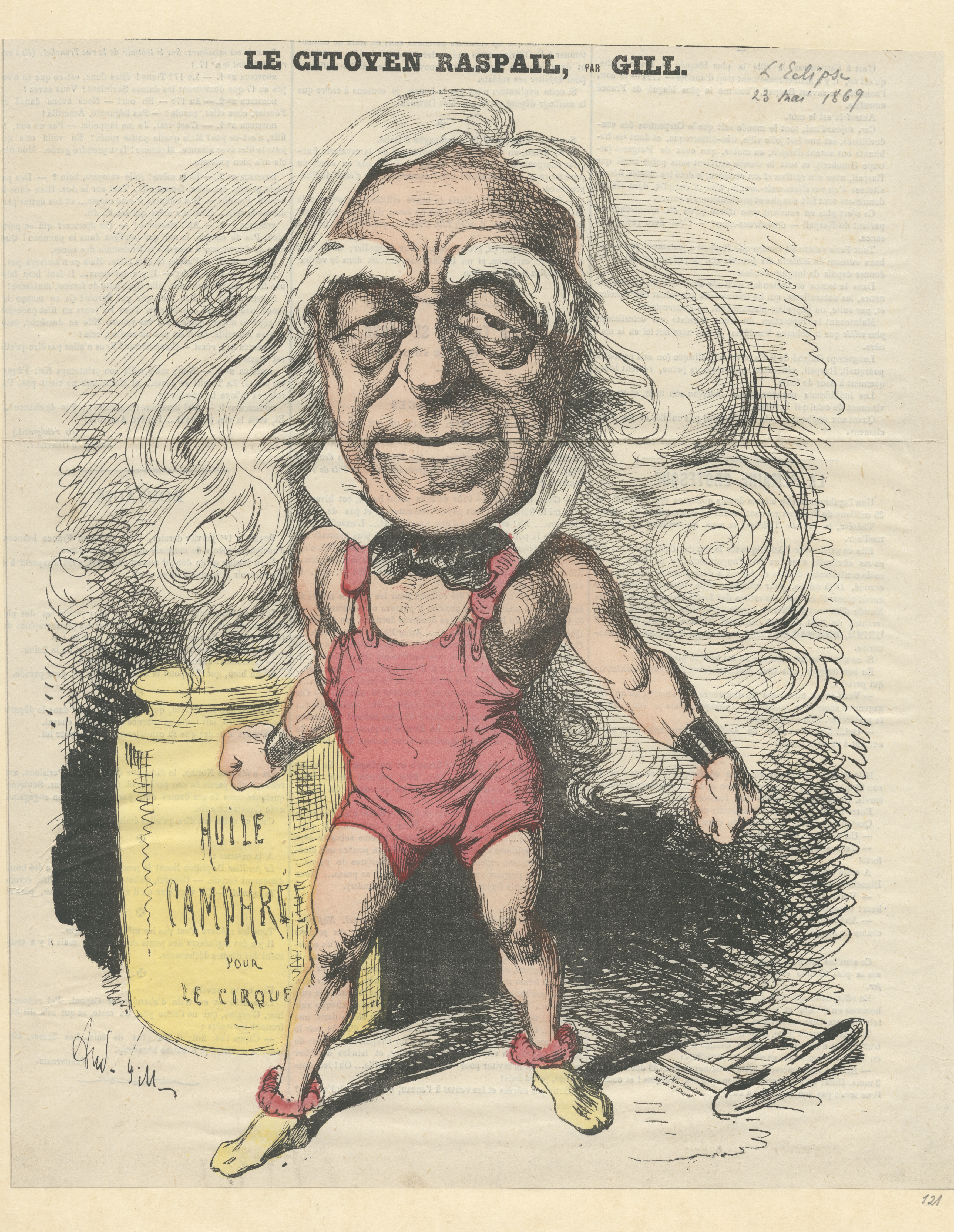
François Raspail en lutteur contre la médecine officielle, par André Gill dans L'Éclipse 1869.

Dans l'esprit des savants, l'idée de nature médicatrice ne disparait pas pour autant, elle se présente sous de nouvelles formes : Lavoisier (1743-1794) parlait de mécanismes de régulation, Claude Bernard (1813-1878) d'équilibration du milieu intérieur et Cannon (1871-1945) d'homéostasie.

#### Médecine populaire
Malgré les progrès scientifiques de la médecine du XIXe siècle, les conséquences thérapeutiques sont limitées, et les remèdes restent souvent les mêmes. Les ouvrages de médecine sans médecin se multiplient, ils sont à visée sociale plus que scientifique. Il s'agit de réduire les dépenses par l'emploi de remèdes domestiques en faisant l'économie d'une consultation médicale. Ce n'est plus l'instinct ou la nature qui guérit mais un ensemble de recettes auto-prescrites ou l'adhésion à un système. 
Le cas le plus célèbre, en raison d'un succès populaire durable (presque un siècle) est le système de « médecine et pharmacie domestiques »  de François Raspail (1794-1878). Celui-ci se distingue, en tant que non-médecin, en permettant au malade de comprendre sa maladie, et donc de se soigner lui-même (en utilisant les produits Raspail).
Selon Aziza-Schuster, se soigner soi-même est un mythe d'origine : « Avant la médecine raisonnée, il faut la médecine instinctive. Avant la médecine réfléchie, la médecine spontanée. Avant le premier recours au premier médecin, il faut un premier malade qui ne peut trouver de recours qu'en lui-même. L'automédication, la médication immédiate doit précéder la médication médiate ». Si l'automédication fait partie de la nature humaine, elle relève de la coutume et de la culture.

## Déterminants de l'automédication
L'automédication fait appel à ce que E. Freidson nomme le « système référentiel profane,, » qui est la culture et le savoir personnels (ou du réseau social) qu’ont les individus sur la santé et les soignants. Elle ne concerne théoriquement pas la médication officinale qui est une proposition du pharmacien. L'automédication vise généralement d'abord les problèmes assez bénins (douleurs, fatigue, insomnie, toux, constipation, petites allergies...) pour ne pas gêner la vie courante, et en attente d’une éventuelle consultation médicale. Elle est aussi utilisée par des patients qui - par pudeur - ne veulent pas montrer leurs symptômes au médecin. C'est un processus d’autonomisation du « malade » par rapport au médecin, auquel l'individu fait alors appel quand il juge que son problème dépasse ses compétences.
L'automédication constitue une démarche d'autonomie par rapport aux thérapeutes institutionnels, encouragée par les associations de consommateurs et par la publicité. Cette démarche est freinée par l'absence fréquente de remboursement, et la perception de risques encourus (crainte de l'erreur de diagnostic, notamment pour les jeunes enfants).
On peut distinguer l'utilisation de médicaments ne nécessitant pas d'ordonnance (Certains étant remboursables si prescrits, ou non remboursables dans tous les cas), de l'usage de médicaments stockés à la suite d'une ordonnance précédente. Dans les pays développés, les caisses d’assurance maladie et l’État ont parfois joué sur l'automédication et la promotion des médicaments génériques pour limiter le poids des lobbies pharmaceutiques et les couts de la médication pour la sécurité sociale.
Avec l'autoprescription sans avis ou justification thérapeutique d'alicaments ou de « compléments alimentaires (vitamines, créatinine, acides aminés...) » qui sont des substances de bien-être ou de performance physique ou mentales, l'automédication est à l'origine d'un marché qui en France serait 10 % environ du chiffre d’affaires de l'Industrie du médicament.

### Profil des consommateurs

#### France
En France, l'enquête décennale Santé menée par l'INSEE en 2002-2003, a montré durant l'enquête que 20 % des individus ont eu recours à au moins un achat de médicament sans ordonnance, et 53 % à un achat de médicament prescrit. En moyenne, les personnes enquêtées ont acheté 0,4 boîtes en automédication contre près de 3 boîtes en prescription.
Ces deux types de consommation sont différents en fonction de l'âge et du sexe. Ce sont les femmes qui achètent le plus de médicaments sans ordonnance, surtout pour soigner des nourrissons et/ou de jeunes enfants (le 1er enfant étant moins l’objet d’automédication que les enfants suivants, à la suite de l’expérience des parents). Les jeunes ont peu à se soigner de manière générale. Le recours à l'automédication se fait surtout aux âges actifs (maximum entre 40 et 50 ans), puis elle diminue avec l'âge. Après 60 ans, la médication prescrite est la plus élevée, tant pour les hommes que pour les femmes.
L'automédication varie peu selon l'état de santé, car elle se limite aux médicaments symptomatiques traitant des maladies bénignes. Avec l'âge et le mauvais état de santé, le nombre de médicaments prescrits et le suivi médical plus fréquent représentent un frein à l'automédication.
Toujours en France, le recours à l'automédication n'est pas influencé par le bénéfice d'une couverture sociale supplémentaire, mais elle varie selon d'autres facteurs économiques et sociaux. En raison de l'absence de remboursement, l'automédication est coûteuse pour les ménages, mais elle permet d'éviter un coût d'opportunité de la consultation médicale, et de gagner du temps. Toutes choses égales par ailleurs et pour un revenu donné, les cadres et les artisans pratiquent plus l'automédication que les ouvriers et petits salariés. 
Outre l'effet revenu et catégorie sociale, il existe aussi des facteurs culturels tels qu'un fort effet « diplôme ». Le niveau d'étude ne joue aucun rôle significatif pour le recours aux médicaments prescrits, mais pour l'automédication elle est surtout le fait des personnes ayant un niveau bac + 2 et plus. De même, ces personnes diplômées ont relativement plus confiance aux produits d'automédication (qualité et dangerosité) que les autres personnes moins diplômées. Dans les milieux modestes, le rôle du conseil médical est plus important alors que les personnes ayant suivi des études supérieures s'estiment plus capables d'évaluer elles-mêmes leurs symptômes.

#### Amérique latine et migrants

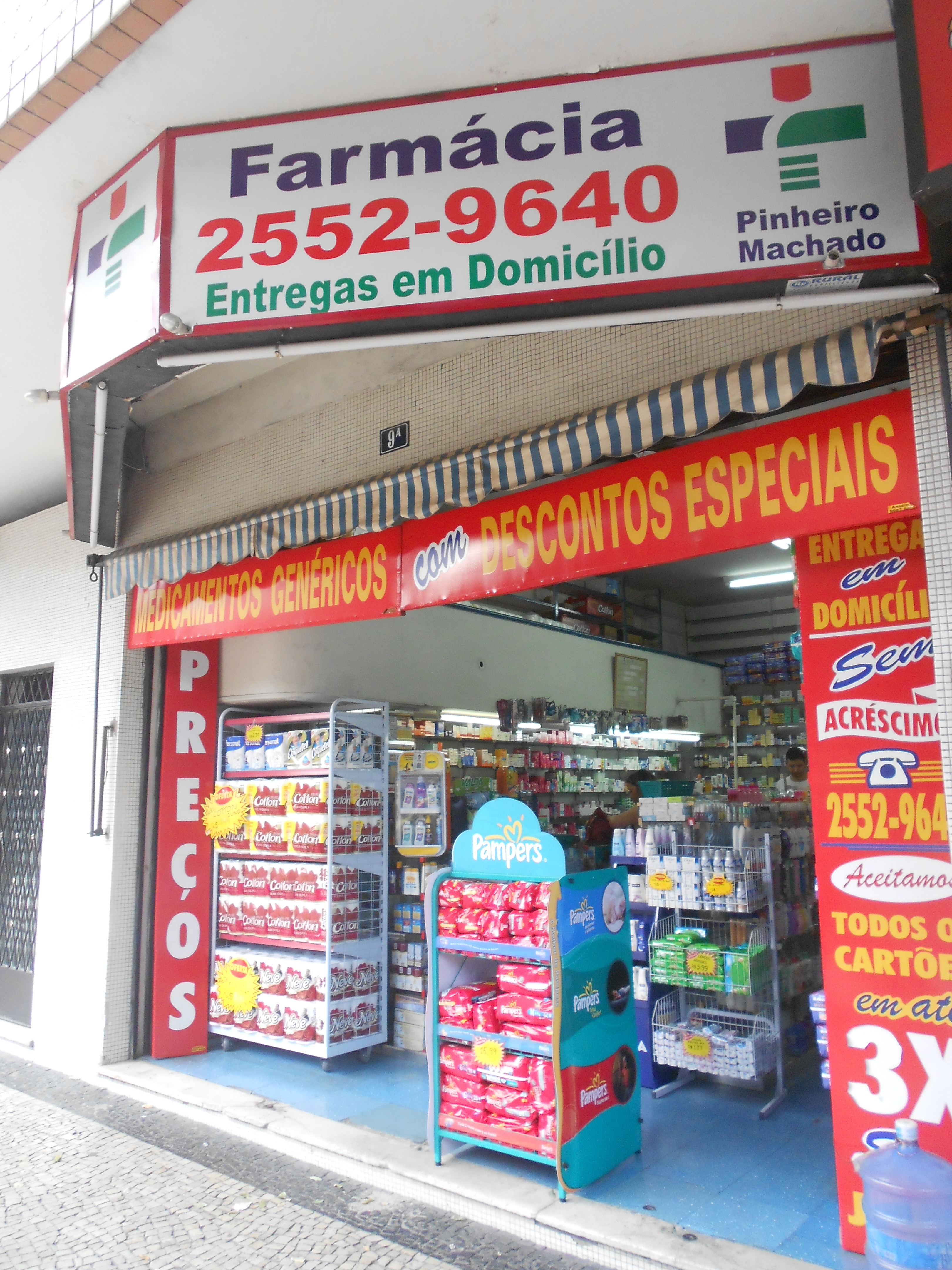
Pharmacie de Rio de Janeiro, plus proche de l'alimentaire en libre service que de la pharmacie française.

L'automédication est une habitude répandue en Amérique latine, où la majorité des pays possèdent une faible couverture sociale, et un accès difficile au médecin-prescripteur. Cependant, le marché des médicaments est très accessible, avec des officines de pharmacie proches des gens et très intriquées dans une culture populaire de santé. Des produits alternatifs jusqu'aux médicaments industriels, il n'y a pas de ligne de partage clairement règlementée entre ce qui est « dangereux » et « anodin ».
Des enquêtes menées sur l'usage des médicaments liés à l'OMS (médicaments indispensables) ont montré que les médicaments les plus recherchés étaient les antalgiques et les antipyrétiques, puis les antibiotiques et les antiinflammatoires. Seuls 24 % de ces médicaments délivrés l'ont été sur ordonnance. 50 % des clients interrogés mentionnent que le médicament leur a été recommandé par un proche non médecin. Le recours à l'automédication ne varie guère selon les pays d'Amérique latine étudiés, mais plutôt selon les régions (automédication plus développée en milieu rural).
La facilité d'accès aux médicaments dans ces pays tiendrait à plusieurs explications : manque de formation des employés de pharmacie, existence de pharmacies non officielles dans les quartiers défavorisés, dérégulation de la distribution du médicament, influence des représentants pharmaceutiques, rôle ambigu des pharmaciens et médecins qui ont tendance à se plier aux demandes des consommateurs.
Cette problématique touche l'ensemble des pays en développement, et dans une moindre mesure les pays développés, notamment chez les migrants qui importent leur pratiques dans les pays d'accueil. Si, dans la plupart des cas, l'automédication est appropriée, cette pratique peut être risquée. Par exemple, en Suisse, des femmes sans-papiers se procurent du misoprostol sans ordonnance (pratique courante en Amérique latine où les législations interdisent souvent l'avortement), en Caroline du nord où des migrants travailleurs agricoles se soignent eux-mêmes par injections pratiquées par un profane de produits tels que antibiotiques, vitamines, corticoïdes, diazépam, etc..

### Santé en ligne
Dans les années 2000, la pharmacie en ligne (commerce électronique du médicament) s’est développée de façon légale et illégale. Elle peut s'accompagner de publicités non sollicitées (pourriels), par exemple pour fournir discrètement du viagra contre la dysfonction érectile, ou d'autres produits analogues à des prix moindres. Les ventes illégales en France sont celles de produits sans autorisation de mise sur le marché, produits défectueux ou contrefaits, et sans garantie de sécurité.
D'autre part, la santé numérique permet à un patient d'accéder à la plupart des outils en ligne que peuvent utiliser les médecins ; exemple la « doc du doc » mis en ligne par la SFMG; voir Système d'information en médecine générale. Ces outils partagés participent à une éducation à la santé sur l'utilisation ou la réutilisation de procédures de soins.

## L'autosoin selon l'OMS
L’Organisation mondiale de la Santé définit l’auto-prise en charge, ou autosoin, comme la capacité des personnes, des familles et des communautés à faire la promotion de la santé, à prévenir les maladies, à rester en bonne santé et à faire face à la maladie et au handicap avec ou sans l’accompagnement d’un prestataire de soins. L'OMS se place ici dans un contexte mondial en estimant qu'au moins 400 millions de personnes n'ont pas accès aux services de santé essentiels, et qu'il manquera 18 millions d’agents de santé d’ici à 2030. 
Les interventions d’auto-prise en charge sont vues comme des moyens innovants et efficaces qui devraient permettre une meilleure autonomie et l’engagement de chacun en matière de santé, pour les personnes se prenant en charge et les aidants. 
Un exemple concret concerne l'éducation des femmes, la santé sexuelle et reproductive, dans les pays à ressources limitées. En ce domaine, les principaux objectifs sont : « 1) Améliorer les soins prénatals, les soins périnatals, les soins du post-partum et les soins au nouveau-né ; 2) Assurer des services de planification familiale de grande qualité, y compris contre la stérilité ; 3) Éliminer le problème de l’avortement pratiqué dans de mauvaises conditions de sécurité ; et 4) Combattre les infections sexuellement transmissibles, y compris l’infection à VIH, les infections de l’appareil reproducteur, le cancer du col utérin et d’autres affections gynécologiques ».
Les principes et recommandations portent alors sur des sujets tels que : « l'auto administration de contraceptifs injectables, délivrance sans ordonnance de pilules contraceptives orales, utilisation de kits de prédiction de l’ovulation à la maison à des fins de contrôle de la fécondité, utilisation de kits d’auto prélèvement en vue de la détection du HPV pour le dépistage du cancer du col de l’utérus, et utilisation de kits d’autoéchantillonnage pour le dépistage des infections sexuellement transmissibles ». 
La difficulté est d'articuler, sans risque pour les patients, l’auto-prise en charge indépendante avec l’accès à des soins de santé de qualité pour les personnes vulnérables. Lorsque l’autosoin est un choix par défaut qui s’explique par la peur ou l’absence de solutions alternatives, elle est susceptible d’aggraver les vulnérabilités. 

## Données économiques
D'après le Consumer Market Outlook de Statista, le chiffre d'affaires des médicaments sans ordonnance a été environ 3,6 milliards d'euros en 2017 (44,20 euros par personne) et ce sont les Américains qui dépensent le plus en automédication dans le monde (60,50 euros par personne et par an), notamment pour se traiter contre le rhume et la toux (22,48 euros). 

### Europe
En 1951, les États-Unis appliquent une politique de « switching », c'est-à-dire de substitution où l'on autorise des principes actifs de prescription dans des produits en vente libre. Au début des années 1990, plus de 50 molécules ont été « switchées ».

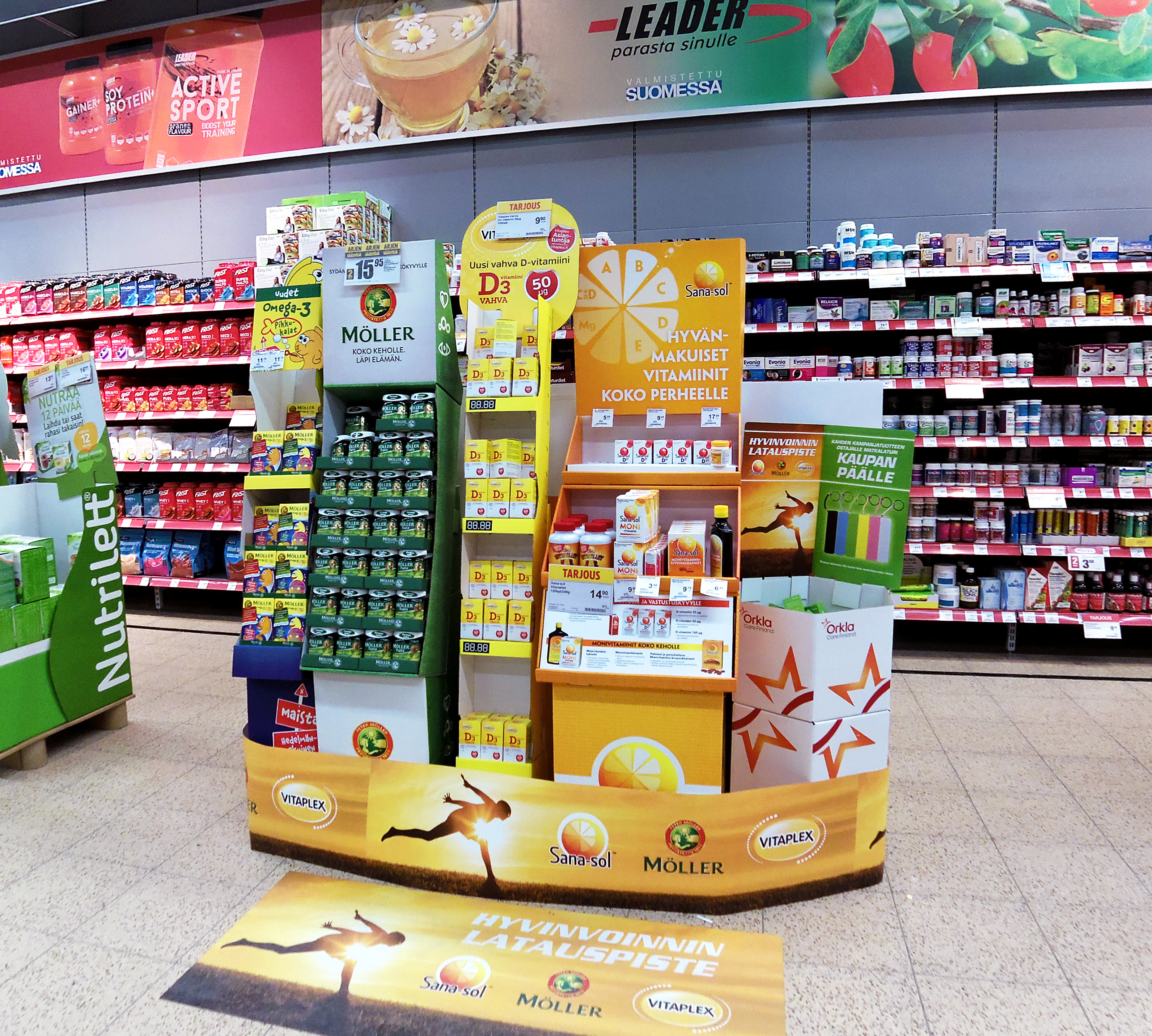
Suppléments alimentaires vitaminés disponibles en grande surface, Jyväskylä (Finlande).

Ce processus a été adopté en Europe, surtout par le Royaume-Uni et le Danemark, dans le but de réduire les coûts de santé : la mise en vente libre transforme la dépense publique en dépense personnelle. Par exemple l'ibuprofène est devenu un produit disponible sans ordonnance en 1983 au Royaume-Uni, en 1984 en Italie, en 1988 en Suède, en 1989 en Allemagne, en 1991 en Suisse et en 1992 en France.
Au Royaume-Uni, fin 1984, un communiqué radiophonique du ministère de la santé annonce l'interdiction aux médecins de prescrire 2 000 médicaments remboursés. Des produits réapparaissent alors en vente libre, parfois sous un autre nom commercial. Le marché de l'automédication est ainsi encouragé par les pouvoirs publics.
En Allemagne, les médicaments sont classés en trois familles : à prescription médicale, d'automédication mais vendus en pharmacie, et en vente libre (hors pharmacie, surtout en magasin diététique). Les produits d'automédication et en vente libre représentaient 32 % du marché du médicament en 1992.
Au Danemark, un switching massif est décidé le 27 mars 1989 portant sur une vingtaine de molécules (comme cimétidine, piroxicam, éconazole...). En dépit des craintes et les protestations, le nombre d'accidents thérapeutiques n'a pas augmenté, et si le marché de l'automédication progresse, on ne constate pas de surconsommation dans les années qui suivent.
Aux Pays-Bas, les produits d'automédications sont surtout accessibles en droguerie (1 pharmacie pour 3 à 4 droguistes), le droguiste ayant une licence obtenue après examen qui lui permet de faire du conseil sur ces médicaments accessibles sans ordonnance. Les pouvoirs publics sont favorables à l'automédication en espérant diminuer les coûts de santé.
L'Espagne, dans les années 1990, reste un pays restrictif en matière d'automédication. Devant des problèmes courants de santé, l'espagnol a traditionnellement tendance à s'en remettre au médecin et pharmacien, et l'automédication reste pour cette période stable autour de 6 % du marché pharmaceutique. Cependant, là aussi, les pouvoirs publics souhaitent développer l'automédication pour s'harmoniser avec le reste de l'Europe.

### France
L’automédication recule en France depuis 1960 selon les enquêtes (Insee, CREDOC, CREDES), d'une part en raison de l’accès facilité aux médecins et au remboursement de la sécurité sociale et des mutuelles (les médicaments dits « PMF » – Prescription Médicale Facultative – sont non remboursés en automédication, mais peuvent être remboursés sur ordonnance médicale), d'autre part à cause des limitations légales aux ventes de médicaments sans ordonnance (distribués uniquement en pharmacie, derrière le comptoir, et non pas devant comme dans les pays anglo-saxons),. Sur l'ensemble des médicaments (2,9 milliards d'unités de médicaments vendus en 1998), 17 % étaient « non prescrits » (500 millions d'unités), c’est-à-dire destinés à l'automédication (ou à constituer une réserve du type trousse d'urgence ou boîte à pharmacie).
En 2006, le marché de l'automédication représente 8 % du chiffre d'affaires du marché des médicaments de ville, alors que cette proportion est double en Allemagne et au Royaume-Uni et triple en Suisse. La part de marché en volume est de 17 %. Les médicaments PMF représentent 14 % du chiffre d'affaires des médicaments remboursables, et 5 % des médicaments non remboursables. 
Les médicaments non remboursables sont soumis aux mêmes contraintes que les remboursables en devant disposer d'une AMM, mais leur publicité commerciale est autorisée. Les prix des médicaments non remboursables sont libres, variables d'une pharmacie à l'autre. Souvent les industriels décident eux-mêmes de ne pas demander le remboursement de leur produit pour pouvoir bénéficier de la liberté des prix et de la publicité, toutefois cela concerne généralement des médicaments à bas prix. 
En janvier 2008, 18 % des Français déclarent souvent pratiquer l'automédication et 53 % déclarent la pratiquer parfois, selon un sondage T. Nelson Sofrès pour NèreS (anciennement Afipa) (1039 personnes de 15 ans et + interrogées). À niveau égal, soit plus de 8 citations sur 10, les douleurs, fièvres, maux de tête, coups et bleus et d’autre part, les maux de gorges, rhinites allergiques, rhumes et toux sont les problèmes de santé pour lesquels l'automédication est la plus utilisée.
En 2016, l'automédication en France représente un marché de 3,9 milliards d'Euros et 10,7 % du chiffre d'affaires des officines. Selon 60 millions de consommateurs en 2017, seuls 21 % des médicaments en vente libre auraient un rapport bénéfice/risque favorable. En 2017, avec un chiffre d'affaires de 24,80 euros par personne, les Français sont sous la moyenne mondiale en termes d'automédication.

## Le débat en France
La spécificité de la situation française est liée à l'exhaustivité de la prise en charge (remboursement par la sécurité sociale) des frais de santé, jusque vers les années 1970, où des politiques de réduction de croissance des coûts de santé se mettent en place.

### Pouvoirs publics
La politique de déremboursement est lentement progressive, moins brutale que dans d'autres pays où la démarche économique de restriction des coûts est mise en avant. Dans une première période, la politique française (années 1980-1990) se présente comme un choix rationnel de sécurité et d'efficacité : on consomme mal et trop de médicaments inutiles ou peu efficaces , ce qui sera à la base du « SMR » Service Médical Rendu.
Par exemple, en 1991, le ministre de la Santé Claude Évin dérembourse la plupart des médicaments antiasthéniques avec l'objectif d'économiser 700 millions de francs. Les Français sont appelés à financer le « petit risque », et prendre en charge eux-mêmes des troubles jugés bénins. 
Des médicaments déremboursés deviennent des produits d'automédication. Un même médicament peut être prescrit (remboursé), conseillé ou acheté spontanément, avec des appellations plus ou moins spécifiques (à prescription facultative, spécialité grand public, produit conseil...). Le service de conseil est assuré par les professionnels de santé (médecins, pharmaciens...) en lien avec l'industrie pharmaceutique. 
Mais, au tout début du XXIe siècle, le patient français préfère, même pour une pathologie bénigne de diagnostic évident, aller voir son médecin pour obtenir un médicament remboursé sur ordonnance, même si le produit est librement disponible en pharmacie (mais non remboursé). La situation française est alors traversée de contradictions : des médecins sont accusés de trop prescrire des médicaments qui, déremboursés, passent en vente libre, en même temps les pharmaciens veulent que l'on cesse de lier efficacité et remboursement. Si, dans l'esprit des Français, le déremboursement est synonyme d'inutilité et d'inefficacité, c'est un frein à l'achat et à l'automédication,.

### Professionnels de santé

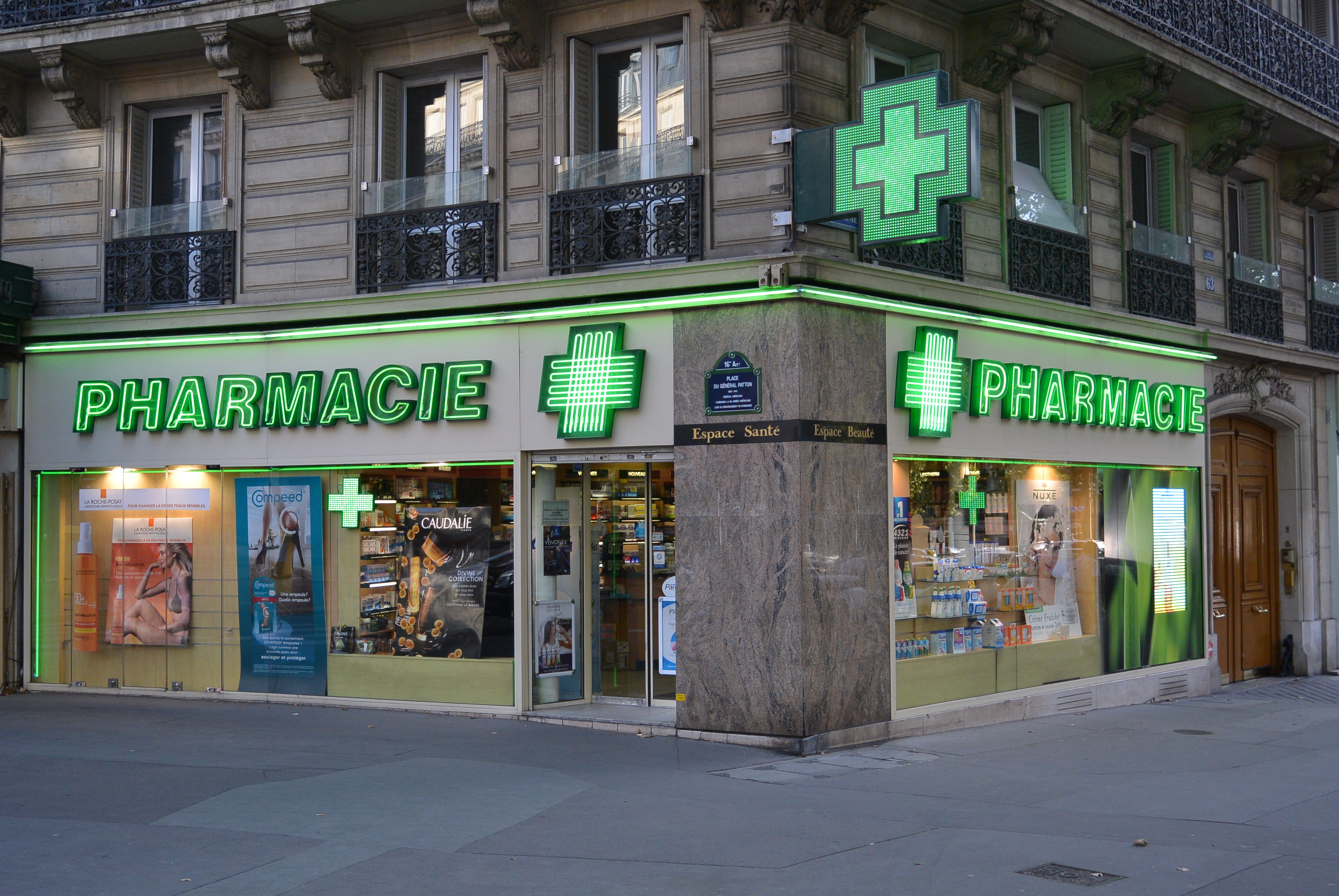
Une pharmacie d'officine de Paris. Les pharmacies françaises sont strictement règlementées, dans leur présentation comme dans leur fonctionnement.

Les représentants des médecins mettent en avant les risques de l'automédication, notamment le retard de diagnostic, avec augmentation des coûts à moyen terme. Le rapport Pouillard 2001 énumère d'autres risques : dopage, utilisation non contrôlée ne respectant pas les règles d'utilisation (conduite automobile, potentialisation par l'alcool...). Selon ce rapport, l'automédication est utile quand elle est de courte durée, mais dangereuse si elle se prolonge en dehors du cadre médical.
Les pharmaciens sont généralement favorables à l'automédication, dans la mesure où ils jouent un rôle central de conseil, et à la condition de garder leur monopole de dispensation (ne pas subir la concurrence d'autres circuits de distribution).  De même, la majorité des laboratoires pharmaceutiques sont aussi favorables pour les profits supplémentaires. D'une part, la petitesse du marché français fait que des industriels préfèrent rester sur le terrain des médicaments remboursables, mais d'autre part l'industrie pharmaceutique s'est dotée d'un lobby représenté par NèreS.
Toutes les parties prenantes (pouvoir publics et professionnels) développent l'idée de responsabiliser les individus, de les aider, et de les éduquer à gérer leur propre santé. Mais cette idée paraît vidée de son contenu, car le patient doit accomplir dans son espace propre, les règles des professionnels (éducation thérapeutique des patients). « Dans ces conditions, il semble que le bon comportement de l'usager soit de n'être pas trop autonome », c'est-à-dire suffisamment autonome pour assumer financièrement ses propres dépenses de médicaments, mais pas trop jusqu'à les choisir lui-même.

### Approches sociologiques
Selon Sylvie Faizang, le développement de l'automédication ne saurait s'expliquer par les seules raisons économiques. Ce processus s'inscrit aussi dans le contexte d'une démocratie sanitaire, où la généralisation des sources d'informations et le partage des savoirs s'associent aux revendications d'autonomie individuelle (« pouvoir des malades », rôle du « patient-expert »). 
Selon l'anthropologie culturelle, chaque société a sa propre façon de penser la maladie et ses signes. Le sens donné aux symptômes est le résultat d'une construction culturelle, aussi bien collective qu'individuelle (expérience personnelle du sujet). Dans ces conditions, la distinction biomédicale entre symptômes subjectifs − faisant référence aux désordres perçus par le patient − et symptômes objectifs − faisant référence aux désordres constatés ou mesurés par le médecin –, n'est pas opérante. « D’un point de vue anthropologique, les signes subjectifs sont des phénomènes objectifs, dans la mesure où ils existent dans la vie et la conscience des individus et qu’ils génèrent des actions ». 
L'automédication est alors un processus cognitif où la distinction pertinente pourrait être entre symptômes à valeur absolue (valeur et signification valide pour tous, pour l'ensemble des acteurs) et symptômes à valeur relative (attribuée par un sujet individuel en fonction de son savoir et de ses expériences, par rapport à son propre corps et à sa propre histoire). « La coexistence de symptômes à valeur absolue et à valeur relative résulte de la tension entre les dimensions collective et individuelle du travail de déchiffrage des symptômes effectué dans le cadre de l’automédication ».
Le recours à l'automédication ne se limite pas à soigner des pathologies bénignes, elle peut relever d'une défiance envers des médecins jugés incompétents ou à l'égard d'une médecine jugée inutile ou dangereuse. Pour les anthropologues les règles sociales ne suffisent pas à rendre compte de la réalité des conduites, il faut examiner les transgressions constatées. 
L'automédication serait à replacer dans le contexte plus général de la médicalisation, comprise non pas comme une « prise de pouvoir » des professionnels et des industriels de santé, mais comme une construction sociale qui est aussi le fait des individus eux-mêmes. L'automédication serait alors une « automédicalisation » du sujet qui s'autoinforme, s'autogouverne, s'autoexamine, s'autodiagnostique et s'automédique, en accord ou pas avec le discours médical.
Cette automédicalisation peut représenter la médicalisation d'un problème social en problème individuel (souffrance au travail, conditions de vie, pathologies attribuées à l'environnement...). Elle peut aller jusqu'à la politisation du phénomène corporel concerné, le sujet cherchant à valider sa démarche auprès des professionnels. Il existe un apparent paradoxe de l'automédication qui implique de se passer de l'institution médicale, tout en ayant besoin d'elle.
Le recours à l'automédication n'est pas seulement un choix pratique ou technique, c'est aussi un acte politique où le sujet s'affirme autonome et compétent. Ce serait une façon de se positionner, voire d'être en rupture de dépendance, face aux pouvoirs publics et à l'autorité médicale.

## Chez l'animal
Pour pouvoir parler d'automédication chez l'animal il faut la réunion de trois critères : le comportement doit avoir un effet positif sur l'hôte, un effet négatif sur le pathogène et ne doit être le résultat d'une attitude active et non due au hasard. Cela peut recouvrir plusieurs types de comportements : une médication individuelle où l'animal utilise des substances pour se soigner, une médication collective chez certains animaux sociaux comme formica paralugubris qui englobe davantage d'individus, ou une médication transgénérationnelle qui consiste à adopter un comportement qui limite la transmission d'un pathogène aux descendants. Ces phénomènes de médication se retrouvent chez les mammifères mais aussi dans d'autres groupes comme les insectes.

### Histoire
- E. Aziza-Schuster, Le médecin de soi-même, Paris, PUF, coll. « " Galien " Histoire et philosophie de la biologie et de la médecine », 1972. .
- Olivier Lafont, Des médicaments pour les pauvres : Ouvrages charitables et santé publique aux XVIIe et XVIIIe siècles, Paris, Pharmathèmes, 2010, 271 p. (ISBN 978-2-914399-29-6).
- Mireille Laget et Claudine Luu, Médecine et chirurgie des pauvres au XVIIIe siècle : d'après le livret de Dom Alexandre, Toulouse, Privat, 1984, 147 p. (ISBN 2-7089-8406-3).
- Jean-Pierre Jost, Yan-Chim Jost-Tse, L'Automédication chez les animaux dans la nature, et ce que nous pourrions encore apprendre d'eux, Connaissances et Savoirs, 2016, 226 p. (lire en ligne)

### Études contemporaines
- Marion David (dir.), « Savoirs expérientiels et normes collectives d’automédication » (Anthropologie & Santé, n°18, 2019), sur journals.openedition.org, 2019 (consulté le 19 juin 2020).
- Sylvie Faizang, L'automédication ou les mirages de l'autonomie, Paris, PUF, 2012, 181 p. (ISBN 978-2-13-060655-0). .
- Anne Prigent, Charlotte Pieret, Alain Noel et Christine Daveau, « Tout ce que vous devez savoir sur la médication familiale », Le Quotidien du Médecin, no 5300 (supplément),‎ 1994. .
- (en) WHO, WHO Consolidated Guideline on Self-Care Interventions for Health : Sexual and Reproductive Health and Rights [« Lignes directrices consolidées sur les interventions d’autoprise en charge en matière de santé : Santé sexuelle et reproductive et droits connexes »], Genève, WHO, 2019, 153 p. (ISBN 978-92-4-155055-0, lire en ligne)Version française résumée sur la page en ligne.